# Javier Sordo Madaleno

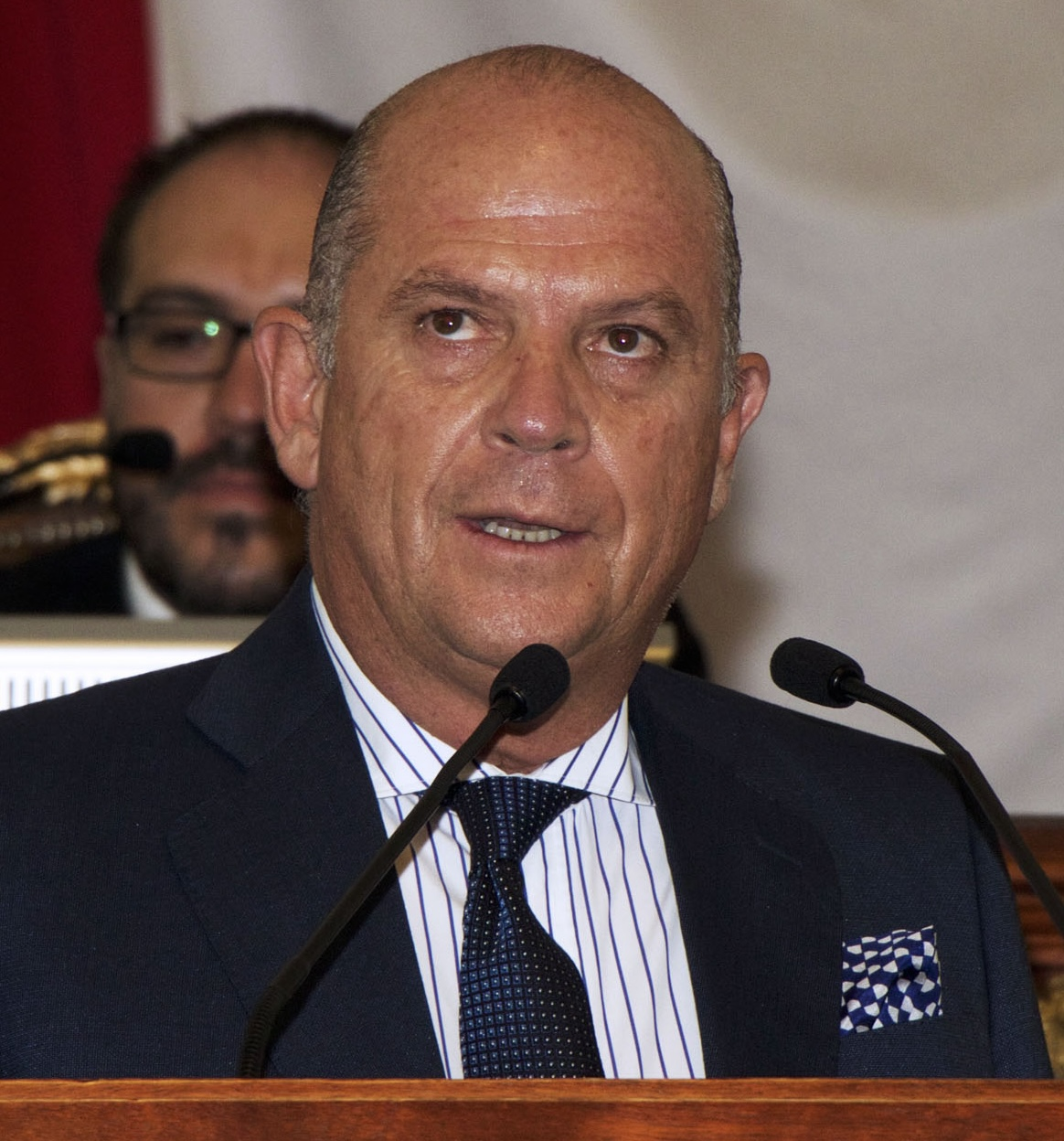
Javier Sordo Madaleno en mayo del 2017, en la entrega de la Medalla al Mérito en Artes por la Asamblea Legislativa del Distrito Federal

Javier Sordo Madaleno Bringas (nacido el 16 de octubre de 1956) es un arquitecto mexicano, hijo de Juan Sordo Madaleno, también reconocido arquitecto. Javier ha diseñado varios grandes centros comerciales en las décadas de 2000 y 2010, entre ellos:
Nacido en la Ciudad de México en 1956, Javier Sordo Madaleno Bringas es un arquitecto y desarrollador reconocido, laureado con numerosos premios y distinciones de destacadas asociaciones de arquitectura y del sector inmobiliario, tanto a nivel nacional como internacional. Actualmente, lidera SOMA con una perspectiva global y una mentalidad visionaria.
A lo largo de las últimas cuatro décadas, Sordo Madaleno ha dejado una huella significativa en el entorno construido, aplicando conceptos de diseño innovadores que no solo han mejorado la calidad de vida de las personas, sino que también han contribuido al bienestar económico de las comunidades en las que ha intervenido. Su extensa carrera abarca aproximadamente 250 proyectos diseñados, la construcción de más de nueve millones de metros cuadrados y el desarrollo de alrededor de tres millones de metros cuadrados.
Javier Sordo Madaleno llevó a cabo sus estudios en la Facultad de Arquitectura de la Universidad Iberoamericana de 1974 a 1979. Es miembro destacado del Colegio de Arquitectos de México, la Sociedad de Arquitectos Mexicanos, la Academia Nacional de Arquitectura y la Asociación de Desarrolladores Inmobiliarios (ADI). Además, ostenta roles importantes como integrante del Patronato del Teletón y miembro honorario del Instituto Americano de Arquitectos (AIA).
En el ámbito empresarial, Sordo Madaleno se desempeña como Consejero Regional en el Consejo Regional Metropolitano de BBVA y como asesor de instituciones y empresas destacadas, como el Club de Industriales, el grupo hotelero Intercontinental, Grupo Inditex, la Universidad Centro y prominentes centros comerciales, entre los que se incluyen ARTZ Pedregal y Plaza Satélite.

## Obras
Obras de Madaleno Bringas son entre otras:
- 1969 — Plaza Universidad, Ciudad de México
- 1971 — Plaza Satélite - Ciudad Satélite, Naucalpan, Estado de México
- 1999 — Angelópolis, Puebla
- 2006 — Antara Polanco, Ciudad de México
- 2013 — Toreo Parque Central en la frontera de la Ciudad de México y Naucalpan
- 2013 — Antea LifeStyle Center, Querétaro
- 2014 — Andamar, Puerto de Veracruz
- 2018 — Artz Pedregal en Pedregal, Ciudad de México

## Premios y reconocimiento
Los premios otorgados a Sordo incluyen:
- Nombrado Académico Emérito por la Academia Mexicana de Arquitectura (2019)
- Primer lugar en la categoría “Residential for Future Projects” con el proyecto Amelia Tulum en el World Architecture Festival (2018)
- Honorary Fellow del American Institute of Architects por su contribución a la arquitectura y a la sociedad (2017)
- Medalla de mérito en las artes y las ciencias en la categoría Arquitectura por el Congreso Legislativo de la Ciudad de México (2016)
- Premio Outstanding career in Architecture por la Real Estate Developers Association (2016)
- Premio “Best of the Year” de la revista Interior Design por el SPA del hotel Grand Hyatt Playa del Carmen (2015)
- Premio “Trayectorias” del Colegio de Arquitectos de la Ciudad de México (2013)
- Premio “Judges Special Award” por la Design and Health International Academy por el proyecto CRIT en Tampico (2010)
- “Mejor edificio” en la categoría Salud por el proyecto CRIT en Tampico en el World Architecture Festival en Barcelona (2009)
- Premio “Gold Award for Development and Design Excellence” del ICSC por la innovación del proyecto Andares (2009)